# Courry
Courry är en kommun i departementet Gard i regionen Occitanien i södra Frankrike. Kommunen ligger i kantonen Saint-Ambroix som tillhör arrondissementet Alès. År 2022 hade Courry 283 invånare.

## Befolkningsutveckling
Antalet invånare i kommunen Courry
Referens:INSEE